# 水戸鉄道
水戸鉄道（みとてつどう）は、現在の東日本旅客鉄道（JR東日本）水戸線及び常磐線の一部を建設、運営した私設鉄道である。1889年に開業し、1891年に日本鉄道に事業譲渡され、消滅した。
なお、1902年から1927年まで現在の水郡線の一部を運営していた水戸鉄道（2代目）とは、資本などのつながりは一切ない。

## 歴史

### 計画
1887年（明治20年）1月19日、涸沼西海岸（現茨城町）出身で川崎銀行頭取の川崎八右衛門、水戸徳川家で家令を務めていた長谷川清、県北の豪商である嚆載、県会議員の飯村丈三郎の4人は、水戸から小山に至る鉄道の創立願書を政府に提出した。これが水戸鉄道の始まりである。
この出願には、当時の県令であった安田定則の意向が大きく関わっていた。安田は、水運の振興を図った前任の県令人見寧とは異なり、鉄道建設を県政の重点に置いていた。これは、当時の日本政府が、東海道本線の急速建設に着工するなど鉄道建設を重要施策とする流れになっていたこと、安田自身の渡欧経験に起因するとみられている。このような中、茨城県は鉄道布設取調委員を置き、水戸 - 笠間 - 下館 - 結城 - 小山というルート（通称北線）と水戸 - 石岡 - 土浦 - 下妻 - 古河というルート（通称南線）のどちらが適しているかを工部省鉄道局長官へ問い合わせる。これに対し井上勝は、距離が短く工費が少なく済むことと、南線は水運との競合があることから北線を推奨した。これを受けて水戸鉄道出願者は北線案を正式に採用し、4月15日には追加願書を提出する。
一方、同年4月7日には、新治郡の豪商を中心とした13人が「常総鉄道」を発起し、南線ルートでの出願を行なう。これは、水戸鉄道の発起に県南の人間への配慮がないとしての行動であった。水戸鉄道、常総鉄道の対立は県議会でも議論され、常総鉄道側へ水戸鉄道への同調も要請されたがこれは常総鉄道側が拒否。最終的に、両方の出願が政府へ進達されることとなったが、鉄道局が北線を推奨していたことために政府は常総鉄道の出願を却下、水戸鉄道へ特許を与えた。

### 設立から建設
同年5月、水戸鉄道が会社として設立される。社長は日本鉄道社長でもあった奈良原繁であり、大口株主として宮内省、三井、岩崎、安田善次郎などの名前が見え、他に渋沢栄一、河野敏鎌、益田孝などといった中央財界の人間が存在した。そして、鉄道局の国営工事として8月10日着工される。鬼怒川の橋梁以外は特に難所も存在しなかったことから1年2カ月ほどという短期間で完了した。こうして、1888年（明治21年）11月3日に開通式及び試運転が行なわれ、1889年（明治22年）1月16日に営業が開始された。なお、開通式は、榎本武揚を筆頭に300人あまりが来賓し、陸軍軍楽隊なども動員される盛大なものであったという。また、これに並行して、1888年3月には水戸鉄道の営業管理を日本鉄道に委託する契約も結ばれている。

### 開業から譲渡
開業後は、年間で4万円程度の黒字が出るあるいは営業係数では44程度など好調であったが、業務を日本鉄道に委託していたうえに社長も同じであり、1891年（明治24年）4月29日の株主総会において一切を日本鉄道へ譲渡する決定がなされる。
こうして、1892年（明治25年）3月1日、日本鉄道に譲渡される形で水戸鉄道は姿を消した。

## 運行形態・運賃
開業当初、運賃は下等で1マイルあたり1銭という設定であり、小山から水戸まで全線を乗り通した場合の運賃は42銭であった。これは後に23%値上げされている。また、中等客車は2倍、上等客車は3倍の運賃であった。
旅客列車は、1日に午前と午後で1往復ずつの2往復（後に4往復へ増加）が運行されており、全線の所要時間は2時間40分であった。

## 車両
日本鉄道への譲渡時点で、蒸気機関車3両、客車12両、貨車51両が在籍した。
蒸気機関車はすべて、イギリス・ダブス社製の車軸配置2-4-2(1B1)形タンク機関車で、後の鉄道院500形である。番号は131, 133, 135であったが、これは発注の経緯の関係で官設鉄道や日本鉄道と通番が付されていたためである（奇数であるのは、新橋鉄道局の所管であったため）。

## 駅一覧
1892年、日本鉄道に譲渡される直前に、水戸鉄道の駅として存在したのは、次のとおりである。
小山 - 水戸間（41M45C）
小山駅 - 結城駅 - 川島駅 - 下館駅 - 岩瀬駅 - 福原駅 - 笠間駅 - 宍戸駅 - 内原駅 - 水戸駅
水戸 - 那珂川間（0M61C。貨物線）
水戸駅 - 那珂川駅